# Ivan Roe
Ivan Roe (Manhattan, 9 de enero de 1996) es un deportista estadounidense que compite en tiro, en la modalidad de rifle. Ganó una medalla de oro en el Campeonato Mundial de Tiro de 2022, en la prueba de rifle en posición tendida 50 m mixto.

## Palmarés internacional
| Campeonato Mundial | Campeonato Mundial | Campeonato Mundial | Campeonato Mundial               |
| Año                | Lugar              | Medalla            | Prueba                           |
| ------------------ | ------------------ | ------------------ | -------------------------------- |
| 2022               | El Cairo (Egipto)  | Medalla de oro     | Rifle en pos. tendida 50 m mixto |